# Robyn Gayle
Robyn Krista Gayle (* 31. Oktober 1985 in Toronto, Ontario) ist eine kanadische ehemalige Fußballspielerin. Sie spielte von 2006 bis 2015 für die kanadische Nationalmannschaft in der Abwehr. 

## Werdegang
Gayle spielte auf der St. Francis Xavier High-School Basket- und Volleyball und betrieb Leichtathletik, insbesondere Einzel- und Staffelsprint.
2002 gewann sie mit der U-19 bei der U-19-Weltmeisterschaft 2002 Silber, ebenso bei den Panamerikanischen Spielen 2003. Bei der  U-19-Weltmeisterschaft 2004 kam sie mit Kanada bis ins Viertelfinale.
Mit 20 Jahren machte sie am 25. Juni 2006 gegen Italien ihr erstes von mittlerweile 44 Länderspielen. Beim CONCACAF Women’s Gold Cup 2006 gewann sie Silber. Bei der WM 2007 kam sie in zwei Spielen zum Einsatz. 2008 nahm sie an den Olympischen Spielen in Peking teil und erreichte mit Kanada das Viertelfinale, in dem sie erneut den USA unterlagen. 2010 gewann sie den ersten Titel mit der Nationalmannschaft: Beim CONCACAF Women’s Gold Cup 2010 platzierten sich die Kanadierinnen erstmals vor den USA, nachdem die USA im Halbfinale an Mexiko gescheitert war. Kanada qualifizierte sich damit direkt für die WM 2011, bei der sie im Eröffnungsspiel auf Gastgeber Deutschland treffen. Gayle ist Mitglied des kanadischen Kaders für die WM und wurde  im Eröffnungsspiel gegen Deutschland zur zweiten Halbzeit und damit zu ihrem ersten WM-Spiel eingewechselt. In den weiteren Gruppenspielen kam sie nicht mehr zum Einsatz und Kanada schied mit  drei Niederlagen in der Vorrunde aus.
Für die Olympischen Spiele 2012 wurde sie ebenfalls nominiert. Sie kam aber nur in den beiden ersten Spielen zum Einsatz.
Von 2013 bis 2014 spielte sie in der neugegründeten National Women’s Soccer League, der höchsten amerikanischen Profiliga im Frauenfußball, für Washington Spirit.
Im folgenden Jahr wurde sie in den Kader für die Weltmeisterschaft im eigenen Land berufen, kam dort aber nicht zum Einsatz.

## Erfolge
- W-League Meister 2006
- Zypern-Cup-Sieger 2008
- Women’s Professional Soccer Meister 2010
- CONCACAF Women’s Gold Cup 2010 Sieger
- Olympische Spiele 2012: Bronzemedaille

## Auszeichnungen
- 2017: Aufnahme in die Hall of Fame[3]